# 1942 في الأرجنتين
فيما يلي قوائم الأحداث التي وقعت خلال عام 1942 في الأرجنتين.

## سياسة

### تعيين في المنصب
- 27 يونيو – رامون كاستيو رئيس الأرجنتين.

### انتهاء فترة المنصب
- 26 يونيو – روبرتو ماريا أورتيز رئيس الأرجنتين.

## مواليد

### فبراير
- 10 فبراير – روبرتو أغيري لاعب كرة قدم أرجنتيني.
- 11 فبراير – هوراشيو فيربيتسكي كاتب أرجنتيني.

### أبريل
- 12 أبريل – كارلوس ريوتيمان

### أغسطس
- 7 أغسطس – كارلوس مونزون ملاكم أرجنتيني.

### سبتمبر
- 14 سبتمبر – أدولفو دي بولد طبيب قلب كندي.
- 25 سبتمبر – أوسكار بونافينا ملاكم أرجنتيني.

### أكتوبر
- 3 أكتوبر – روبرتو بيرفومو

### نوفمبر
- 15 نوفمبر – دانييل بارينبويم عازف بيانو إسرائيلي أرجنتيني إسباني.

## وفيات

### مارس
- 23 أبريل – مارسيلو توركواتو دي الفير (مواليد 1868)

### أبريل
- 23 أبريل – مارسيلو توركواتو دي الفير (مواليد 1868)

### يوليو
- 15 يوليو – روبرتو ماريا أورتيز (مواليد 1886) سياسي أرجنتيني.
- 26 يوليو – روبرتو أرلت (مواليد 1900) كاتب أرجنتيني.

### أغسطس
- 13 أغسطس – إلينا غونزاليس أخا دي كوريا موراليس (مواليد 1861)